# Babao, Qilian
Babao (kinesiska: 八宝) är en köping och häradshuvudort i Kina. Den ligger i Qilian i provinsen Qinghai, i den nordvästra delen av landet, omkring 220 kilometer nordväst om provinshuvudstaden Xining. 
Runt Babao är det mycket glesbefolkat, med 3 invånare per kvadratkilometer. Babao är det största samhället i trakten. Trakten runt Babao består i huvudsak av gräsmarker.
Genomsnittlig årsnederbörd är 594 millimeter. Den regnigaste månaden är juli, med i genomsnitt 144 mm nederbörd, och den torraste är januari, med 2 mm nederbörd.